# Sound on Sound
Sound on Sound es una revista independiente publicada por SOS Publications Group, una compañía localizada en Cambridge, en el Reino Unido. La misma incluye información sobre música electrónica y dispositivos de grabación, además de entrevistas con profesionales de la industria musical y reseñas. Debido a su enfoque técnico, se dirige especialmente al mercado de los estudios de grabación profesionales, así como a personas interesadas en la grabación. Desde enero de 1994 todos los artículos y noticias que aparecen en la revista impresa figuran también en la edición virtual, donde también hay videos y archivos de audio como complemento de algunos artículos. Según se afirma en su página de información, la revista «se reconoce internacionalmente como "la biblia"» de la grabación de música.